# Dějiny Uničova

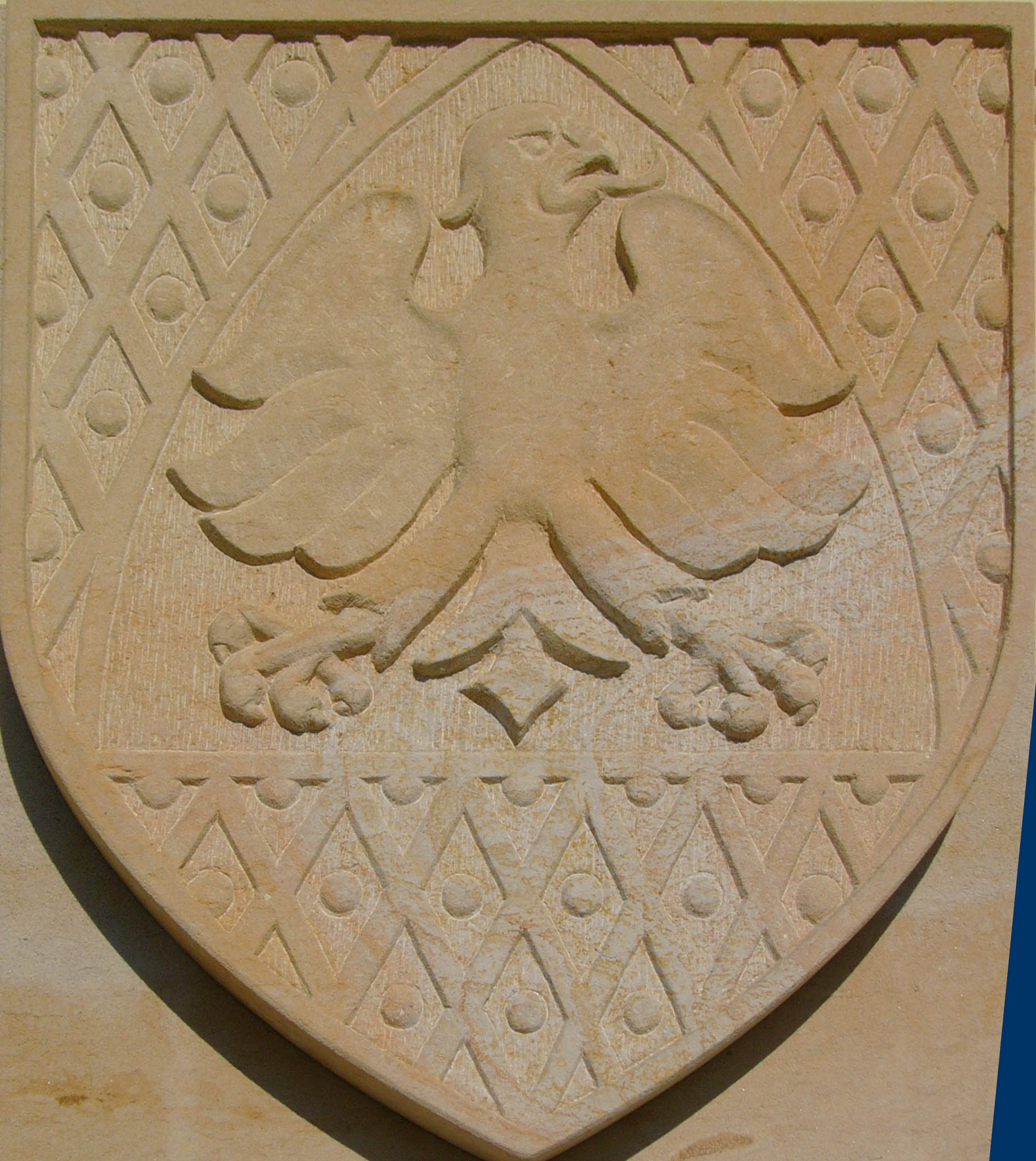
Starý znak města Uničova

Dějiny Uničova jako královského města začínají rokem 1213.

## Prehistorie
Dějiny nejstaršího osídlení Uničovska sahají až do doby kamenné. Archeologické nálezy keramických nádob, například páskové a malované keramiky z Brníčka, Dolní Sukolomi a Želechovic, později také keramiky nálevkovitých a zvoncovitých pohárů, se vyznačují typickou výzdobou a tvarem. Vedle zbytků nádob byly v okolí Uničova a v cihelnách v Brníčku a Dolní Sukolomi nalezeny také pazourkové nástroje, jejichž způsob opracování je podobný jako u nálezů v Předmostí a v Mladči. V cihelnách byly nalezeny i zvířecí kosti: např. mamutí kly o délce 160 cm v cihelně na Šibeníku, v Dolní Sukolomi čelist mladého nosorožce. V cihelně v Dolní Sukolomi byly kromě jiného nalezeny i hroby čtyř skrčenců s nádobami. Počet nálezů je dokladem existence velkého pravěkého tábořiště.
Oblast Uničovska byla osídlena i v následující době bronzové, z níž pocházejí nálezy ucelených pohřebišť lužického lidu. V Uničově bylo prozkoumáno 98 hrobů, Brníčku čtrnáct a Nové Dědině pět. Na pohřebištích byly vedle uren nalezeny i kultovní nádoby, výzbroj a ženské šperky. Z pozdější doby, někdy označované jako slezská kultura, pocházejí hromadné nálezy bronzu na stejných nalezištích.

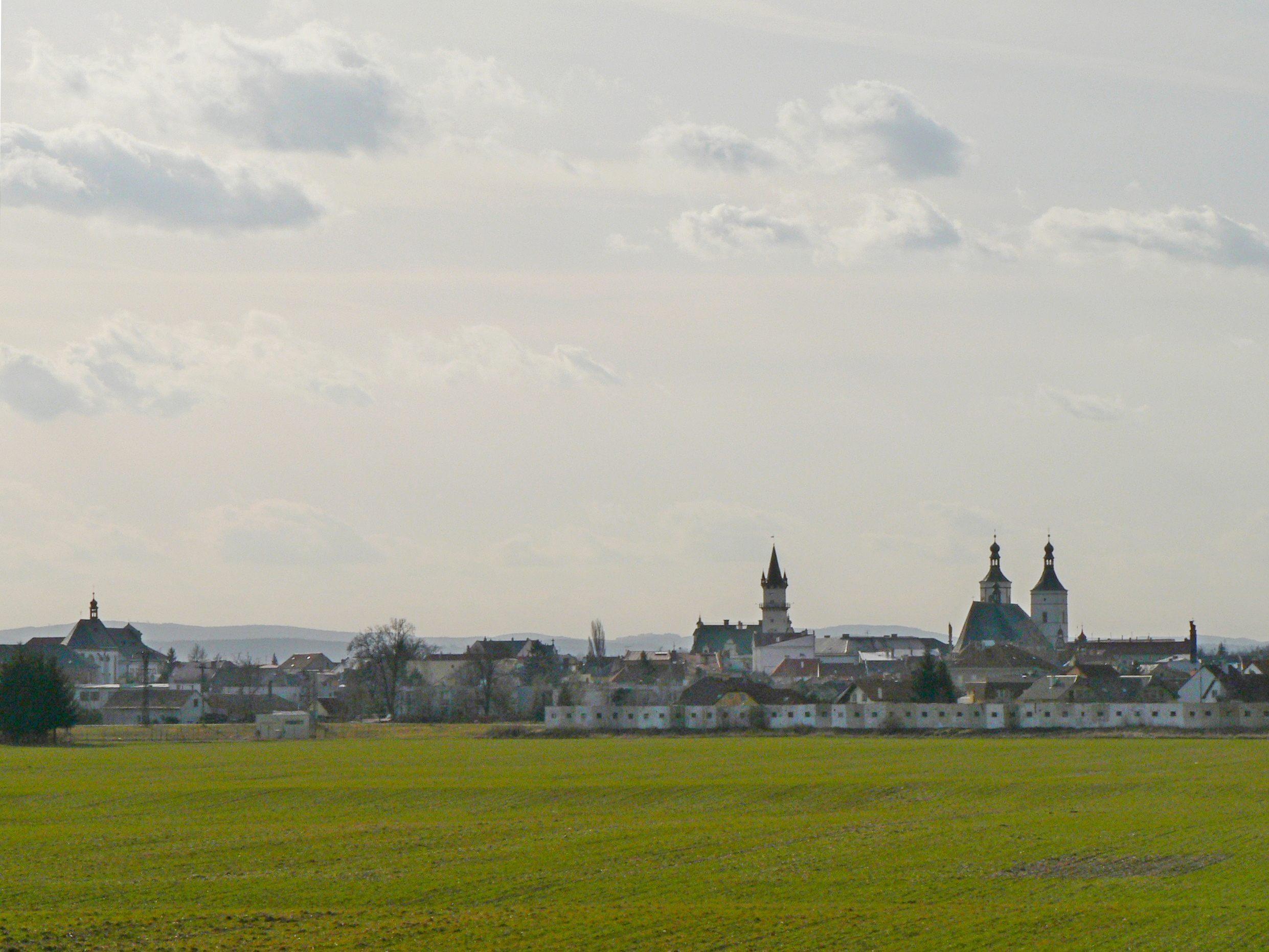
Silueta města s věžemi kaple, radnice a kostela

Četné důkazy osídlení pocházejí i z doby železné, z halštatského i laténského období. Z doby kdy při výrobě zbraní a nástrojů byl bronz nahrazen železem, jsou z oblasti Uničovska známy nálezy dokládající nejen rozsah osídlení, ale i kontakty s řemeslnicky vyspělou keltskou civilizací, jež se věnovala také obchodu a rýžování zlata (mezi vykopávkami z Dolní Sukolomi je i nádobka se zlatými zrnky). Důkaz o rozvoji obchodu v prvních stoletích našeho letopočtu podávají též nálezy římských mincí v cihelně v Brníčku – mince císaře Claudia z 1. století a Valentiniana ze 4. století.
Ne zcela podložené historické domněnky praví, že v době slovanského osídlení, jež začíná na přelomu 5. a 6. století, patřilo Uničovsko k území kmene tradicí označovaného jménem Hanáci.
Blízká ložiska železné rudy byla příčinou rozvoje metalurgické výroby; z 8.–9. století pocházejí pece na tavení železa nalezené u Dolní Sukolomi, Brníčka a Želechovic. Želechovický nález tavicích pecí patří mezi nejvýznamnější archeologické památky na Uničovsku. V roce 1950 akademik Josef Poulík prokázal, že jde o rozsáhlou soustavu pecí ve dvou rovnoběžných řadách pocházející z 8.–9. století, tedy velmi pravděpodobně z doby před vznikem Velké Moravy. Ve vzdálenosti asi třiceti metrů od pecí byly nalezeny základy osady a nedaleko pak i povrchové naleziště železné rudy. Celkem archeologové odkryli 24 pecí, z nichž bylo možno při jedné tavbě získat až jeden metrický cent čistého železa.
V 9. století se Uničovsko stalo součástí jádra Velkomoravské říše. Po jejím rozpadu bylo toto území, stejně jako většina Moravy, přičleněno ke vznikajícímu českému státu.

## Založení města
Dějiny města Uničova začínají roku 1213. Město vzniklo na místě, kde již dříve existovala slovanská osada, jež možná byla původně součástí vodního hradiska z doby Velké Moravy. Osada byla latinsky označovaná jako Vnisov či Vnichov, tedy česky Unisov, resp. Uničov.
Název osady byl odvozen patrně od jména jejího zakladatele, jenž se nazýval Unik (resp. Uniš) a který tak dal základ pojmenování osady a budoucího města. Jiné vysvětlení názvu města nabízí uničovský historik Johann Kux, který jej odvozuje od německého pojmenování Hundshof, tj. „psí dvůr“. Existuje ovšem také třetí teorie, která vychází ze souvislosti jména Uničov a latinského pojmu unicus, tj. samojediný či zvláštní – toto pojmenování tedy mohlo odkazovat k izolovanému objektu v jinak neosídlené krajině.
Na počátku 13. století začali na sever Moravy přicházet noví obyvatelé – kolonisté zejména z německého území. Často tak činili na pozvání feudálních majitelů nevyužité půdy, aby zde založili nové osady a města. Do oblasti budoucího Uničova pozval tyto kolonisty markrabě Vladislav Jindřich, bratr tehdejšího krále Přemysla Otakara I. Tím dal podnět k založení města Uničova, a protože tak učinil jako králův moravský zástupce, byl Uničov od samého počátku městem královským.
Markrabí uzavřel smlouvu se zástupcem německých kolonistů Theodorichem (Dětřichem), aby jako tzv. lokátor vytyčil na propůjčené půdě poblíž brodu přes říčku Oskavu budoucí město, vyznačil náměstí a vyměřil pozemky pro budování domů (tzv. městiště). Smlouva byla pravděpodobně jen ústní, její originální text není znám. Vysazení města bylo úspěšné a Theodorich se stal prvním uničovským fojtem čili rychtářem. Tato funkce mu byla dána dědičně. Theodorichovo jméno dodnes nese obec Dětřichov nedaleko Uničova, již uničovský rychtář velmi pravděpodobně též založil.

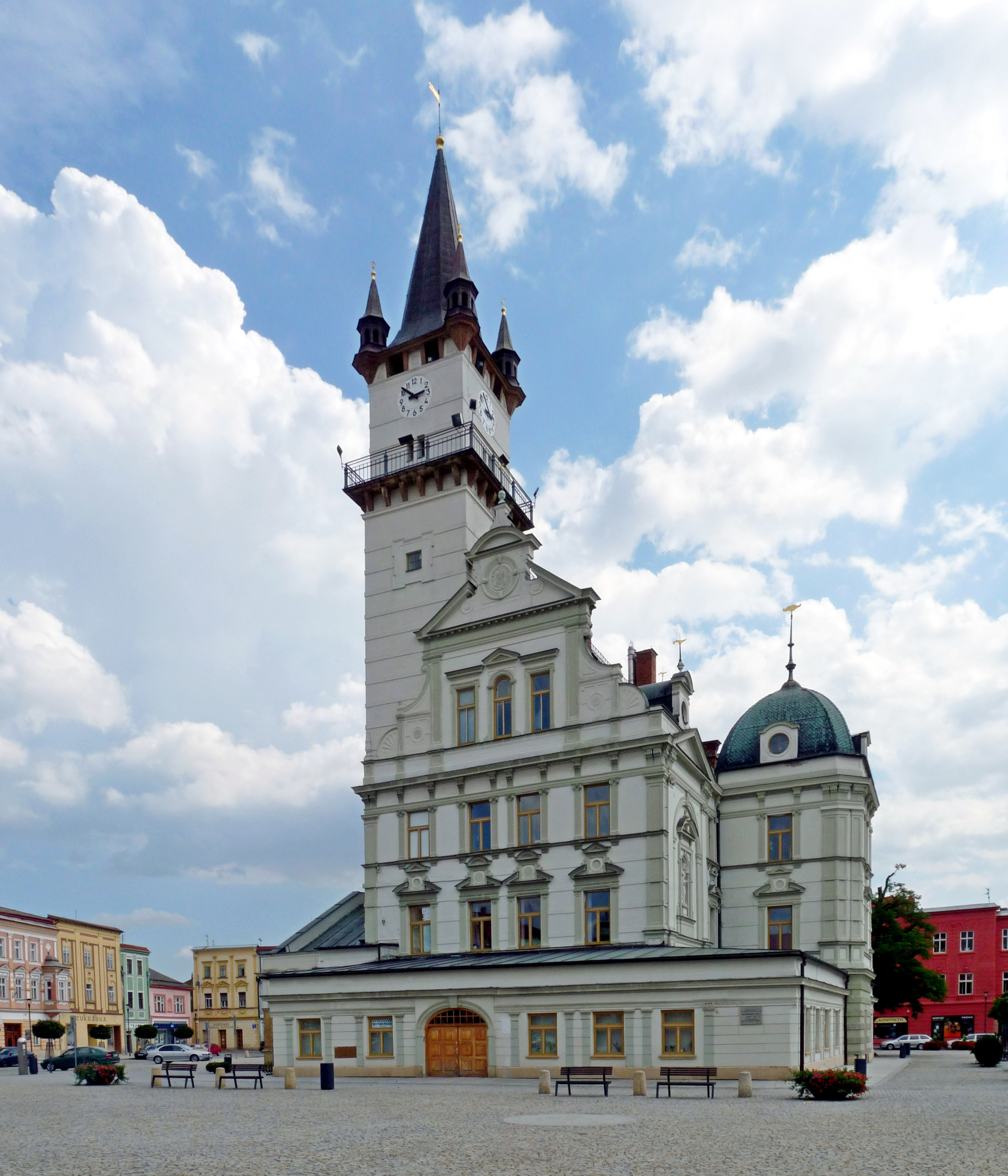
Uničovská radnice

Kolonisté začali s výstavbou města a zúrodňováním půdy. Každý si mohl zabrat tolik půdy, kolik stačil během třiceti let obdělat. Za půdu a držení usedlosti musel platit – podle tzv. emfyteutického práva uzavřel s majitelem půdy smlouvu, podle které pak pravidelně odváděl platby. Roční poplatek za městiště činil šest denárů, za každý lán orné půdy 60 denárů a k tomu po jednom korci (asi 93 litrů) pšenice, žita a ovsa.
K městu tehdy patřil obvod zahrnující již existující vesnice Medlov a Střelice, k nimž později přibyly nově založené osady: již zmíněný Dětřichov, Benkov a Renoty. S městem splynula i původní osada Uničov; její název se zachoval v lidovém povědomí i v následujících stoletích, avšak stále více jej překrývalo nové jméno, jež městu dali němečtí zakladatelé – Nové Město neboli Neustadt. V historických pramenech se objevuje i pod názvy Nova Civitas, Neunstadt, Newnstedtlein a od roku 1601 jako Mährisch Neustadt.
Němečtí kolonisté se zcela přirozeně stali v novém městě rozhodující společenskou vrstvou. Němci obývali vnitřní město a jejich rodiny náležely k movitějším. Navíc měli zásadní podíl na samotné existenci města, a proto se i jeho správa ocitla v jejich rukou. České obyvatelstvo bylo ve městě a v okolí též silně zastoupeno, avšak jeho hospodářský a politický význam byl zřejmě menší.
Po smrti Vladislava Jindřicha bylo třeba znovu stvrdit původní zakladatelskou smlouvu. Potvrzení se událo písemně roku 1223 listinou krále Přemysla Otakara I. V latinském dokumentu, jenž je první městskou listinou v historii českého státu, král potvrdil dříve dané výsady a některé body upřesnil.
Už při založení města Přemyslovci zjevně předpokládali, že se Uničov stane důležitým centrem severozápadní Moravy, čemuž odpovídalo například velkoryse vyměřené náměstí. Předpokládaný význam města tkvěl v zamýšlené těžbě stříbra a železné rudy. Podle listiny z roku 1234 měli těžaři sídlit v Uničově, kontrolovat hornictví od horního toku Moravy až po řeku Bystřici a vytěžené kovy svážet přímo do města – tato ustanovení jsou prvním dokladem horního práva v Česku. Očekávání, jež stát do Uničova vkládal, se však zcela nenaplnila.
Panovník měl jako „zřizovatel“ města samozřejmě zájem na jeho ekonomické prosperitě. Příjmy plynoucí z poplatků obyvatel byly důležitou součástí státního rozpočtu. Pro ekonomiku města měla velký význam městská práva, tj. výsady udělené panovníkem. Uničovští měšťané měli například výhradní právo prodeje masa a chleba do vzdálenosti jedné míle od hradeb (později bylo rozšířeno i na řemesla), právo na výnos z mýta (přičemž uničovští měšťané naopak v jiných městech platit mýto nemuseli), právo pořádat výroční trhy, právo skladu atd. Vedle výsad hospodářského rázu získal Uničov také další práva, například právo zvolit si městský soud.

## Středověký Uničov
Ve 13. a 14. století patřil Uničov mezi nejvýznamnější moravská města. Plynuly do něj nemalé příjmy z rozvinutého obchodu, v okolí se pozvolna začínalo s těžbou rud. Podobných měst však bylo v oblasti několik a zejména Olomouc jako zemské hlavní město představovala pro Uničov velmi vážnou konkurenci. Když později Olomouc získala funkci vrchní odvolací soudní stolice, zařadil se Uničov mezi méně významná města typu Šternberka či Litovle.
Zatím však město díky obchodu a řemeslům vzkvétalo – v polovině 14. století již mělo například vydlážděno náměstí a snad i některé přístupové cesty. Dláždění a údržbu cest platilo město z peněz získaných z výnosu mýta. Od roku 1354 mělo město, jako první na severní Moravě, právo konat osmidenní výroční trh a uničovští měšťané mohli svobodně obchodovat po celé Moravě. V roce 1373 získali Uničovští právo i na druhý výroční trh (počet výročních trhů ve městě nakonec dosáhl šesti). Pro rozmnožování majetku uničovských obyvatel mělo velký význam udělení práva odúmrti; díky jemu mohli od roku 1359 měšťané odkazovat majetek svým příbuzným či jiným osobám, zatímco dosud měl na jejich dědictví právo výhradně moravský markrabí.
O významu města hovoří i další historický fakt. V polovině 14. století uzavřel Uničov s Olomoucí a Litovlí, jež byla čerstvě „povýšena“ na město, pakt o vzájemné pomoci. Členové tohoto trojměstí měli společně prosazovat právo a dbát na bezpečnost v celé oblasti a v případě potřeby si pomoci i vojensky. V dobách husitských válek dokázala tato unie postavit vojsko o síle až čtyř tisíc mužů. Dohoda mezi městy platila téměř sto let.

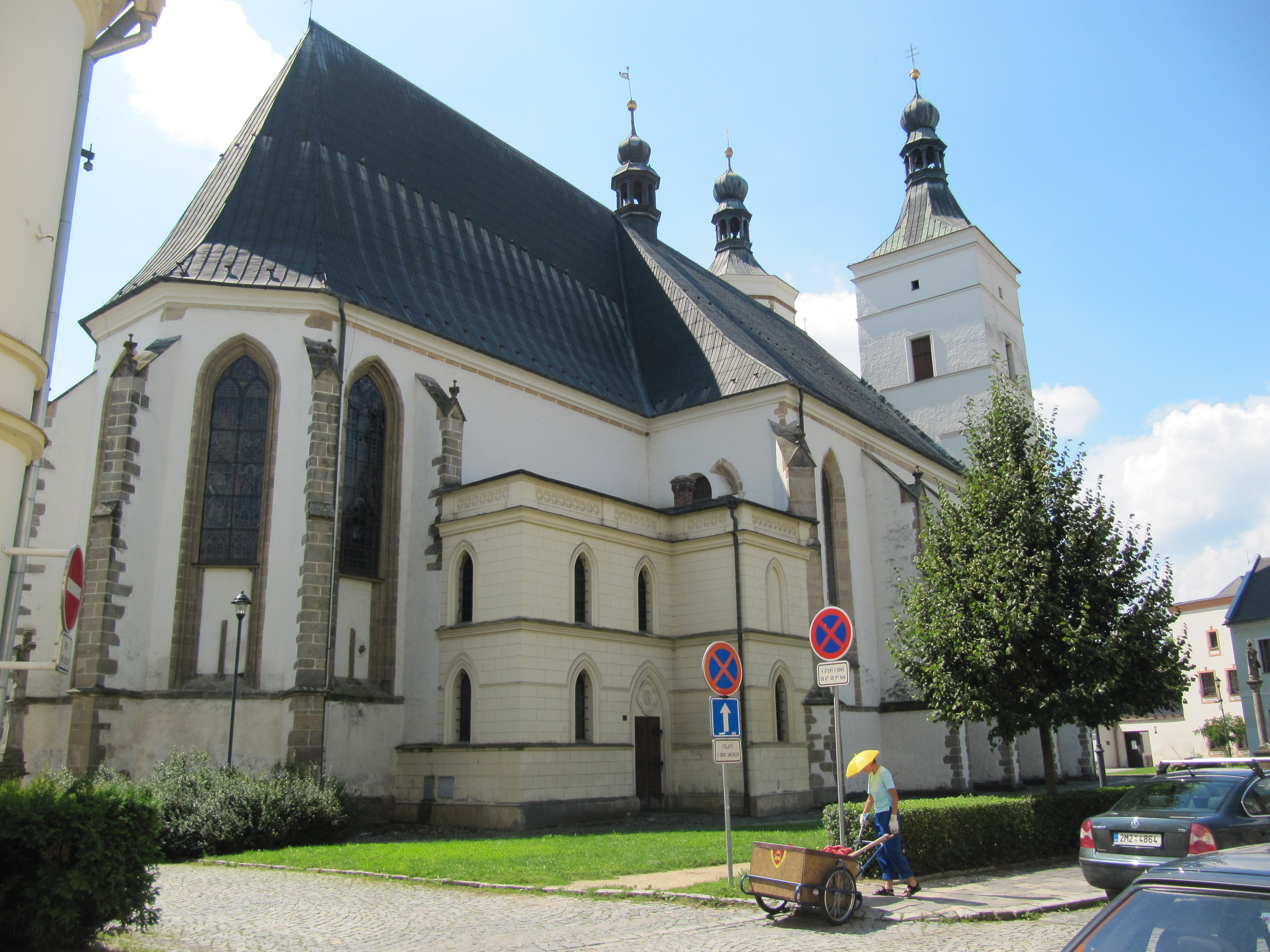
Kostel Nanebevzetí Panny Marie

I když v Uničově měly již od jeho založení rozhodující vliv rody německých kolonistů, počet Čechů i jejich význam v životě města se zřejmě postupně zvyšoval. Někteří němečtí obyvatelé se vystěhovali do Olomouce a Litovle a jejich místa začali vyplňovat čeští přistěhovalci z okolí. Z nejstaršího období dějin města Uničova, od počátku 13. století do roku 1430, jsou známa jména 36 německých měšťanů, jedenácti Čechů a jednoho žida, Beneše. U dalších jedenácti dochovaných jmen měšťanů je jejich národnostní zařazení nejisté.
Mezi měšťany té doby se nachází i pozdější osobní lékař Václava IV. a pražský arcibiskup Zikmund Albík z Uničova (1358–1427), řečený Moudrý (Weis). Lékařství vystudoval v letech 1378–1382 na univerzitě v Praze a toto vysoké učení si vybral za své další působiště. Sigismundus Albicus byl jedním z prvních autorů lékařských spisů, které studenti medicíny v Praze používali. Roku 1403 si jej král Václav IV. vybral za osobního lékaře. Byl oblíbeným a vyhledávaným lékařem a svou praxi provozoval po celé Praze. V roce 1411 se na přání Václava IV. nakrátko stal pražským arcibiskupem – král se tak chtěl odměnit svému lékaři a příteli. Možná i pro toto přátelství potvrdil Václav IV. téhož roku městu Uničovu všechna dříve udělená privilegia. Arcibiskupský úřad Albík opustil v září 1412 v ovzduší počínajících reformačních půtek. Po náhlém úmrtí krále Václava IV. roku 1419 odjel Albík z Prahy do Olomouce, pak do Brna a nakonec do Vratislavi. V roce 1425 se stal v Budíně osobním lékařem císaře Zikmunda a o dva roky později tam také zemřel. Třebaže v některých historických pracích bývá vyzdvihován Albíkův český původ, podle dobových zpráv to byl údajně „tuhý a skúpý Němec“, který prý dokonce ani neuměl česky.

## Uničov za husitských válek
Dosud převážně německý národnostní charakter města se začal velmi rychle proměňovat po vzplanutí husitské revoluce. Také v Uničově se ve dvacátých letech 15. století střetli husitští kališníci s katolíky. Ke kalichu se hlásilo zejména slovanské obyvatelstvo, zatímco katolicismus vyznávali především Němci. Roku 1421 dal král Zikmund Lucemburský město do podřízenosti olomouckému biskupovi Janu Železnému, aby je učinil oporou katolické strany. Již následujícího roku však Uničov obsadilo vojsko litevského knížete Zikmunda Korybutoviče, „dožádaného krále českého“, jehož husité zamýšleli učinit novým panovníkem. Korybut ustanovil vojenským velitelem města hejtmana Dobeslava Puchalu, zlikvidoval dosud německou správu Uničova a ve farním kostele zavedl přijímání pod obojí způsobou. Město se počeštilo a na několik let se stalo jednou z významných bašt husitství na Moravě. Tato situace však trvala jen krátce. Někdy mezi roky 1427–1430 město přešlo do rukou markrabího Albrechta, spojence Zikmunda Lucemburského; Albrecht dal problematické město nakonec v září roku 1436 vojensky obsadit. Vliv německých katolíků ve městě se začal opět posilovat, a tak již roku 1432 Uničov po boku Litovle a Olomouce vojensky zaútočil na husitský Šternberk. O pět let později se trojměstí znovu spojilo, když Litovel obsadili táborité vedení hejtmanem Pardusem z Horky. Uničov spolu s Olomoucí neprodleně přispěchal na pomoc a během desetihodinového boje byla Litovel od husitských vojáků osvobozena.
Soupeření mezi Čechy a Němci, utrakvisty a katolíky pokračovalo i po skončení husitských bojů. Na správě města se střídavě podílely obě národnosti, v městské radě měli převahu spíše němečtí katolíci. Kostel znesvěcený kališníky byl znovu katolicky posvěcen roku 1444, avšak mezi lety 1451–1469 opět přešel do rukou utrakvistů. Ani po zvolení nového krále Jiřího z Poděbrad se situace hned nevyjasnila. Teprve roku 1467 došlo k rozhodujícímu zlomu – král Jiří byl dán do papežské klatby a Uničov se tehdy postavil na jeho stranu. Tento krok se promítl i do vnitřních záležitostí města. Z nastalého národnostního sváru vyšli vítězně čeští měšťané, kteří z města vypudili německé sympatizanty Jiříkova odpůrce, uherského krále Matyáše Korvína, a majetek vyhnaných Němců zabavili. V roce 1468 muselo město vzdorovat Korvínovým křižákům – ubránilo se a tím si vysloužilo Jiříkovo uznání.
Jiří z Poděbrad město osobně navštívil ve dnech 31. března – 1. dubna 1469. Aby měšťany odměnil za prokázanou věrnost a upevnil jeho českou správu, udělil městu 4. dubna velké privilegium. Král v něm stanovil, že Uničov navždy zůstane královským městem a majetek vyhnaných Němců připadne městu. Především však určil, aby „nyní i budúcně žádný Němec cizozemec v tomž městě ouřadníkem v duchovním i světském řádě nebyl, ani měštěnínem, než který by tu byl, aby jako za hostě jmín byl“. Mimoto mohlo město od nynějška používat červenou pečeť, což byla výsada královské kanceláře a vyšších vrstev. Za svou podporu „husitského krále“ si město vysloužilo papežskou klatbu trvající až do roku 1515.

## Uničov od vlády Jagellonců do konce třicetileté války

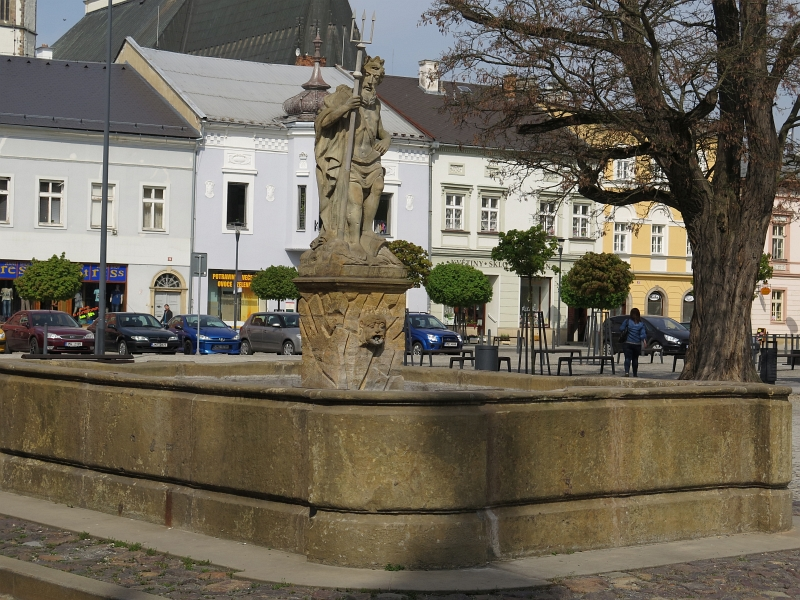
Kašna s Neptunem na Masarykově náměstí

Po smrti Jiřího z Poděbrad se stal novým českým králem Vladislav Jagellonský. Ten udělil Uničovu právo kácet ročně pro městskou potřebu sedmdesát dubů v lese zvaném Doubrava a udělil městu mílové právo na obchod se železem a solí. Roku 1479 odstoupil Vladislav Moravu společně se Slezskem a Lužicemi uherskému králi Matyáši Korvínovi. Matyáš přijal Uničov do poddanství 25. července 1479, přičemž městu velkoryse prominul jeho vzpurnou minulost, kdy proti němu bojovalo na straně Jiřího z Poděbrad, a dokonce mu potvrdil všechna předchozí privilegia.
Správa města byla plně v českých rukou, i když nařízení Jiřího z Poděbrad nebylo pravděpodobně realizováno zcela důsledně. V letech 1477–1480 žilo ve městě šest německých měšťanů, kteří zde buď přečkali minulá léta, anebo se do města vrátili, když se situace začala uklidňovat. Na navrácení vyhnaných Němců měl od roku 1479 hlavní zásluhu král Matyáš, který uprchlíkům umožnil návrat a dovolil, aby mohli usilovat o vrácení konfiskovaného majetku. Na počátku 17. století žily v Uničově asi dvě třetiny Čechů a čtvrtina Němců. Postupný návrat německých měšťanů znamenal též upevňování katolictví. Již od počátku 16. století byl uničovský farní kostel zcela v rukou katolíků, resp. staroutrakvistů, pouze v letech 1619–1621 a 1642–1650 jej díky protestantské vládě ve městě spravovali luteráni.
Jedním z katolických farářů, který ve městě působil v letech 1609–1611, byl Jan Sarkander. Tento katolický duchovní byl již jako holešovský farář umučen 17. března 1620 za bojů mezi protestanty a katolíky pro podezření ze spolupráce s polským vojskem (u příležitosti svatořečení Jana Sarkandra byla v Uničově 20. května 1995 odhalena jeho socha nedaleko farního kostela).
Po skončení husitských bojů nastala pro město doba hospodářského rozkvětu. Nebývalou měrou se začala rozvíjet místní řemeslná výroba a ve městě vznikly i první cechy. Do konce 16. století Uničovští k dosavadním vesnicím přikoupili Horní (Moravskou) Sukolom (tu zanedlouho vyměnili za Dětřichov), Německou (Horní) Libinu, Loštice a Rudu. Na počátku 16. století město tvořilo okolo 200 obydlených domů, z toho 115 šenkovních. Řada domů náležela erbovním měšťanům či přímo šlechticům z blízkého i vzdálenějšího okolí. Léta prosperity přerušily pouze tři větší požáry v letech 1522, 1531 a 1594 a morová epidemie v roce 1585.
Rozvoj ekonomiky města zastavila třicetiletá válka, která se stala prvotní příčinou úpadku významu Uničova v následujících desetiletích. Do stavovského povstání byl Uničov zapojen víceméně proti vůli svých obyvatel. 15. května 1619 přijela do města stavovská komise a podpořena rotou rejtarů ustavila novou městskou radu. Na místa původních, většinou již katolických konšelů byli jmenováni evangelíci v čele s úsovským písařem Václavem Držovským. Když bylo stavovské povstání na Bílé hoře poraženo, došlo na tresty. Za to, že se Uničov „účastnil“ stavovského povstání, mu byla roku 1622 odňata privilegia královského města a do svého vlastnictví jej jako léno od panovníka převzal pán úsovského hradu Karel z Lichtenštejna. Potupné poddanství trvalo deset let. Roku 1629 se měšťané proti trestu odvolali a požádali o nové přešetření. Královská kancelář záležitost prozkoumala a roku 1632 bylo město od rozsudku osvobozeno. Císař Ferdinand II. Štýrský potvrdil dřívější privilegia – ovšem s tím, že se budou vztahovat jen na katolíky, kteří jediní se nadále budou moci stávat uničovskými měšťany. O rok později bylo město osvobozeno od pivní daně (tzv. pivního tácu), získalo povolení konat dobytčí trhy a právo mílové na obchod s obilím.
Mezitím i na město dolehla tíže třicetileté války. Lichtenštejnové jako dočasní majitelé o město příliš nedbali, takže když Uničov roku 1626 ohrožovalo protestantské mansfeldovské vojsko, museli si obyvatelé sami opatřit zbraně a munici a sami své město ubránit. Hlavní pohroma však teprve měla přijít.
Roku 1642 vtrhlo na Moravu švédské vojsko vedené Lennartem Torstensonem. Olomouc dobylo 14. června, Litovel a Mohelnici krátce nato. Uničovští měšťané se hrdinně bránili a švédské přesile podlehli až po šestidenním odporu 18. června. Na výplatném muselo město zaplatit 109 000 říšských tolarů. Vlády ve městě se ujal plukovník Dankvart, na jehož způsoby si Uničovští stěžovali dokonce u samotného Torstenssona. Další rána postihla Uničov 2. června 1643, kdy velký požár zničil většinu města i s předměstím – vedle 357 domů vyhořel i kostel a fara. Zatímco město hořelo, švédští vojáci se 4. června ubránili útoku císařské armády. Švédové zůstali v Uničově až do konce války a odešli teprve roku 1650, když byla naplněna ujednání vestfálského míru.

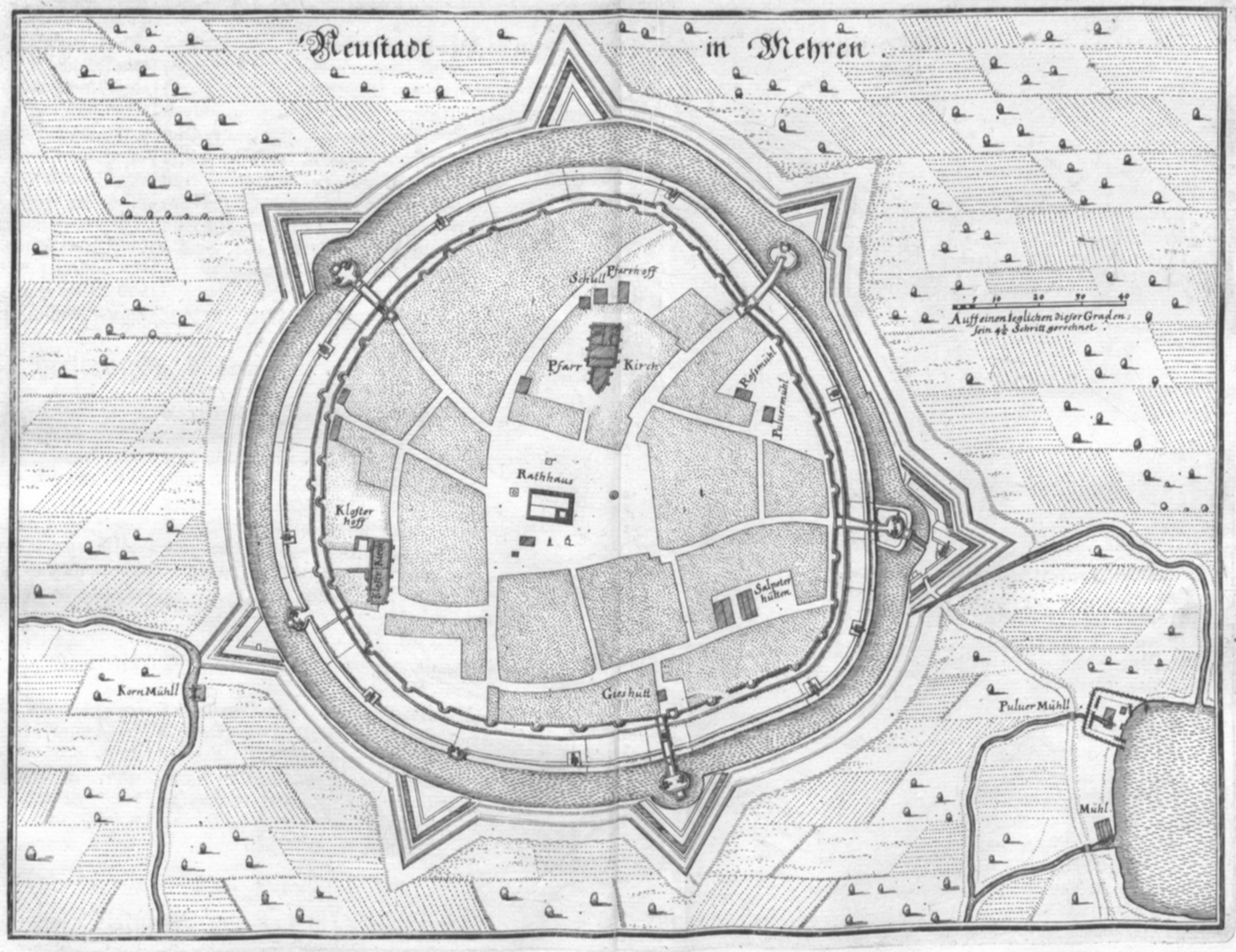
Matthäus Merian: Uničov roku 1650

## Provincializace Uničova od 17. do 19. století
Následky švédské okupace a požáru pociťovalo město ještě dlouhá léta. Počet obyvatel snížený válečnými útrapami na 800–900 osob sice po válce začal vzrůstat, ale město zůstávalo z velké části v ruinách. V roce 1658 zde žilo 963 obyvatel v pouhých 170 obydlených domech. Až na počátku 18. století město částečně obnovilo svou původní tvář a velikost; v roce 1701 zde bylo napočítáno 234 domů ve vnitřním městě a 94 domů na předměstí.
Při poválečné obnově byl nejprve opraven kostel, což připomíná latinská pamětní deska na jedné z kostelních věží, a v 60. letech také radnice. Správa města tehdy ještě byla v rukou Čechů, ovšem podíl německého obyvatelstva již výrazně narůstal. Na českém obyvatelstvu se výrazně podepsala morová rána roku 1679. Úbytek obyvatelstva vyrovnávali v dalších letech přistěhovalci zejména z německých oblastí. V roce 1695 se v kostele začalo kázat i německy, zápisy o činnosti uničovských cechů se začaly vést v němčině, při sčítání roku 1701 bylo uvnitř hradeb napočítáno 149 majitelů domů s německým příjmením, zatímco s českým jen 85; na předměstí drželi Češi 24 domů, Němci 70. Čeští obyvatelé si začali svá jména poněmčovat. Na přelomu 17. a 18. století se i správa města vrátila do ruku Němců. Poslední česky psanou listinu potvrzující městská privilegia vydal městu roku 1702 císař Leopold I., další listiny již byly psány německy. Na poněmčení městské správy měl výrazný podíl tehdejší císařský rychtář Ferdinand Ignác Doleator, jenž svůj úřad vykonával v letech 1684–1726.
Někdejší sláva města byla nenávratně pryč. V poslední čtvrtině 17. století sice ve městě kvůli okupaci Olomouce nějakou dobu působil královský tribunál a byly zde umístěny zemské desky, ovšem praktický účinek na povznesení města tato okolnost neměla. Obchod stagnoval, hospodářské potíže město řešilo rozprodáváním majetku, negativní dopad mělo i obsazení rabujícím pruským vojskem v roce 1741 během první slezské války a 1758 za sedmileté války, kdy se ve městě objevila i cholera.
Ekonomicky se město propadlo mezi desítky podobných druhořadých měst. V polovině 18. století zde působilo 13 cechů se 110 mistry, 22 tovaryši a 10 učni. Nejstarší byl cech krejčovský, zmiňovaný již v roce 1494, mezi významnější patřil také cech pekařský, ševcovský, tesařský, zednický a soukenický. V roce 1767 (poté, co byla z Uničova do Hodonína přeložena tabáková manufaktura založená roku 1714) vznikla ve městě textilní manufaktura na zpracování vlny, která se časem stala jednou z nejvýznamnějších v monarchii. Roce 1778 zahájil provoz měšťanský pivovar v nynější Panské ulici. Dalším důležitým podnikem se od roku 1815 stala barvírna a tiskárna kartounů Eduarda Jerzabka vyrábějící modrotisky napodobující vzory ze středomoravských lidových krojů.

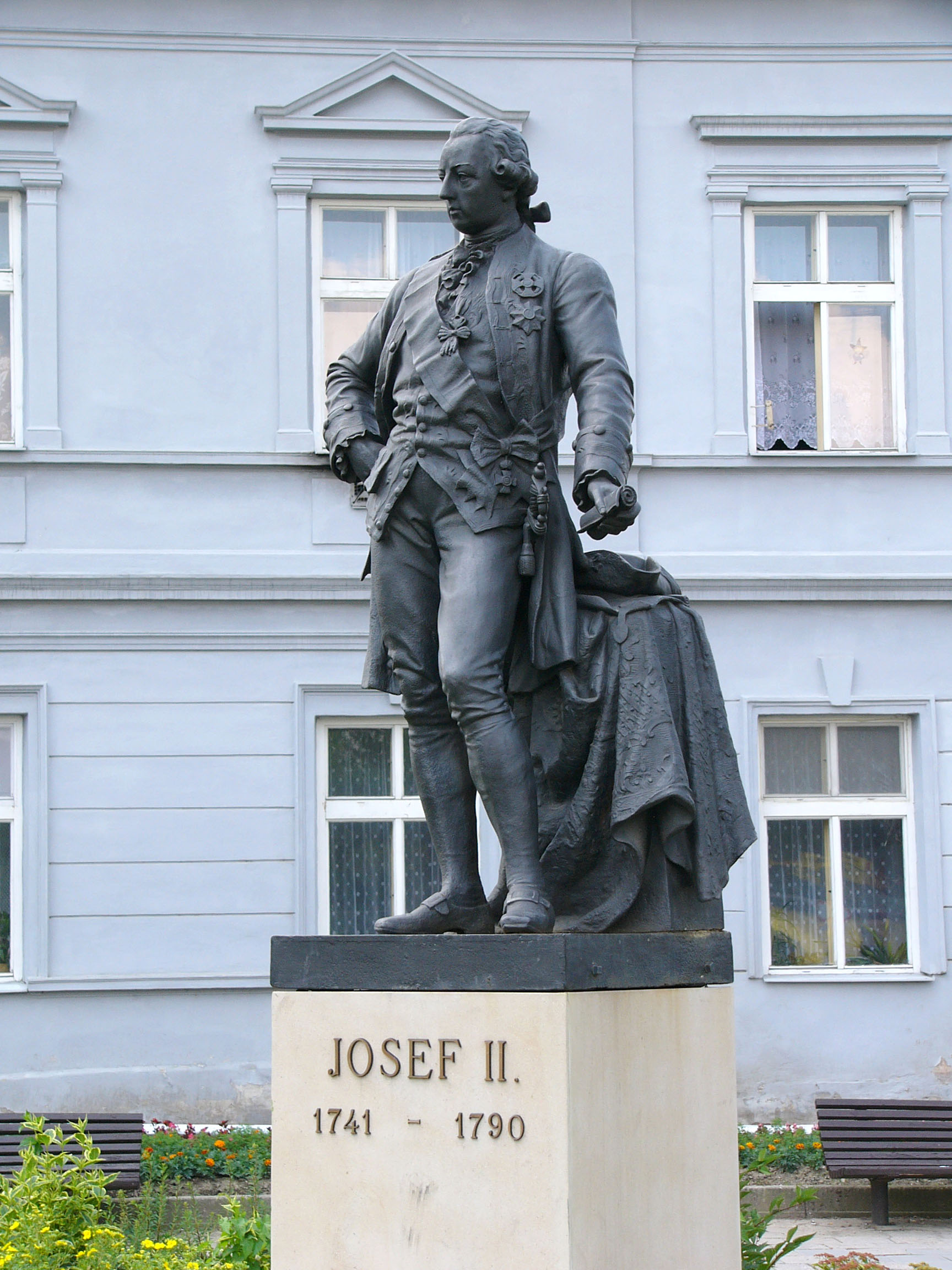
Socha Josefa II. na náměstí Osvobození

Nejvýznamnějším okamžikem v ospalém životě venkovského městečka se roku 1770 stalo setkání císaře Josefa II. s pruským králem Fridrichem II. Velikým. Uničov se v týdnu od 31. srpna do 7. září stal pomyslným centrem habsburské monarchie. Smyslem schůzky státníků, jíž se účastnil i kancléř Kaunic, bylo dohodnout společný postup Rakouska a Pruska vůči Rusku, jež stále intenzivněji pronikalo na Balkán. Císař Josef II. byl ubytován na náměstí v domě moravských stavů, králi Fridrichovi II. byl dán k dispozici dům U Černého orla spolu se dvěma domy v sousedství. Při setkání se chtěl císař pochlubit zdatností své armády, a proto nechal k Uničovu přesunout 26 regimentů infanterie a 36 švadron jízdy. Vojáci pod velením maršálů Laudona a Stampy se utábořili mezi Újezdem a Želechovicemi a v okolí města začaly velké manévry. Již 5. srpna však cvičení značně zkomplikovalo počasí; průtrž mračen zvedla hladinu Oskavy, která vyplavila část vojenského ležení, a v rozbahněném terénu za vytrvalého deště nebylo možné v manévrech pokračovat. Císař s králem proto trávili většinu času mimo jednání při hostinách a divadelních představeních – pro vídeňskou operu a balet byl dokonce před radnicí postaven dřevěný pavilón.
V roce 1850 se uzavřela historie Uničova jako královského města. V letech 1848–1850 byly z uničovského poddanství propuštěny vsi Dětřichov, Libina, Nová Dědina, Renoty, Ruda, Střelice a městečko Loštice.

## Život v Uničově do vypuknutí první světové války
Uničov zůstal po roce 1850 pouze centrem soudního okresu a tedy sídlem okresního soudu. Do roku 1909 spadalo město pod litovelský politický okres, pak si ovšem obyvatelé téměř zcela německého Uničova vymohli „přesun“ do okresu šternberského. Při sčítáních obyvatelstva, kdy se u občanů nezjišťovala národnost, ale tzv. obcovací jazyk, se k němčině hlásila naprostá většina obyvatel: v roce 1880 se k češtině přihlásilo 299 z celkového počtu 4667 obyvatel (tj. 6,4 %), zatímco v roce 1900 už jen 90 ze 4973 obyvatel (tj. 1,8 %). Národnost se poprvé přesněji zjišťovala až roku 1910 – ovšem i tehdy se k českému původu přihlásilo jen 112 obyvatel z celkových 4863.
Ve druhé polovině 19. století byl Uničov stále ještě převážně zemědělským městem, v němž se jen pomalu rozvíjela průmyslová výroba. Jediným větším podnikem vzniklým v této době byl cukrovar K. V. Fleischmanna založený roku 1850, významnou se stala také továrna na výrobu hedvábného zboží J. Göbla. Jistou proslulost získala v letech 1874–1940 firma Thöndel, sídlící v dnešní ulici Dr. Beneše, jež vyráběla věžní hodiny, varhanářská firma bratří Braunerů a stavební firma Vodička.
Roku 1852 byla nedaleko hřbitova zřízena městská nemocnice, v roce 1869 byl uveden do provozu telegrafní úřad, v roce 1872 vyrostl na náměstí městský hotel, o rok později byla do Uničova přivedena železnice (tzv. Pohraniční dráha) a zároveň s ní zde vznikl poštovní úřad. Intenzivní rozvoj zaznamenalo uničovské školství, jazykově samozřejmě německé. V roce 1853 vznikla hlavní škola a dívčí škola, v roce 1875 obecné školy chlapecká a dívčí a od října 1870 bylo v Uničově reálné gymnázium, nejprve pouze nižší a od roku 1894 i vyšší.

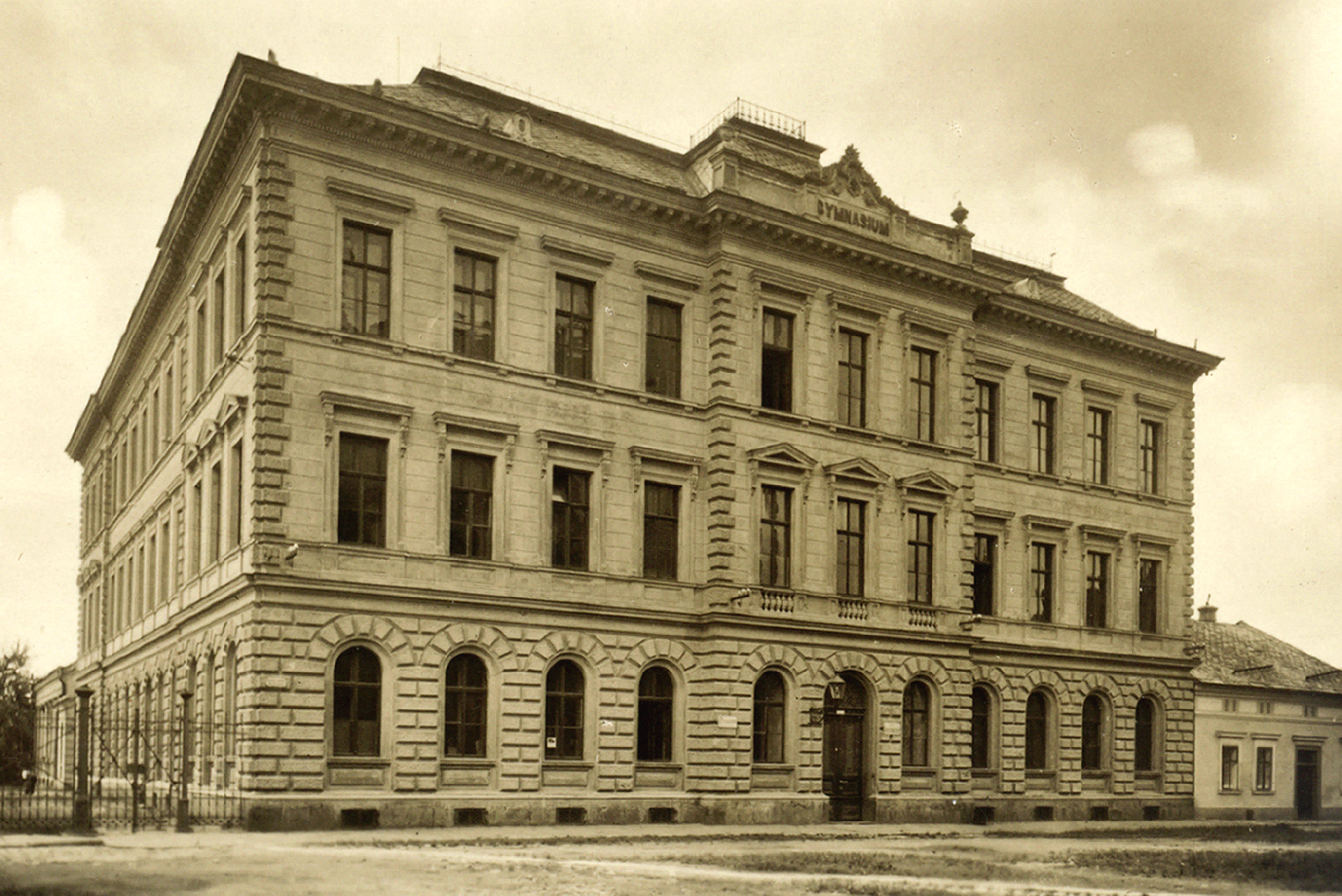
Landes-Realgymnasium Mährisch-Neustadt (budova školy z roku 1880)

Spolkový život v Uničově se stejně jako jinde v habsburské monarchii výrazněji rozvinul až od 60. let 19. století. Spolčování v Uničově bylo podmíněno národnostní a sociální skladbou obyvatelstva. Protože česká menšina představovala jen nepatrnou část obyvatel, byly místní spolky vesměs německé. Svou povahou byly především zájmové – kulturní a sportovní. Český spolkový život se rozvinul až po vzniku samostatné Československé republiky. Nejstarším uničovským spolkem byl Ostrostřelecký spolek založený dokonce snad již roku 1719. K němu se roku 1871 přidružil veteránský spolek válečných vysloužilců; oba spolky byly zaměřeny výrazně monarchisticky.
Kulturní ambice měla měšťanská společnost Musikalischer – Verein založená roku 1818; její činnost však skončila zřejmě již roku 1827. V roce 1849 vznikl z podnětu pěvce a dirigenta Edmunda Kosche Mužský pěvecký spolek (Männergesangverein), jejž roku 1886 doplnil Ženský pěvecký spolek (Damensingverein) společně s instrumentálním oddělením.
Podobně jako v jiných městech fungoval i v Uničově sbor dobrovolných hasičů (Freiwillige Feuerwehr), jenž byl založen roku 1867 po požáru na Litovelském předměstí, kde tehdy shořelo dvanáct domů. Patrně obdobou raiffeisenek byl Záloženský spolek (Vorschussverein) vytvořený roku 1871 a podobně jako další města monarchie měl i Uničov svůj Okrašlovací spolek založený v roce 1884.
Německý spolkový život v Uničově měl po dlouhá léta (až do roku 1930) středisko v městské střelnici. Od osmdesátých let 19. století zde působily pobočky spolků s výrazným politickým, ba až nacionalistickým zaměřením: Německého školského spolku (Deutscher Schulverein – založen 1880) a Svazu Němců severní Moravy (Bund der Deutschen Nordmährens, resp. Nordmährenbund – založen 1883). Němečtí studenti byli od roku 1888 organizováni v prázdninovém (feriálním) spolku Marsignii. Uvedené spolky spolu s tělocvičným spolkem Turnverein založeným v roce 1883 upevňovaly německý charakter města, který Uničovu zůstal zachován i po celé období první československé republiky.
Klidný život venkovského městečka přerušila roku 1914 první světová válka. Města se boje sice bezprostředně nedotkly, ale obyvatelé citelně vnímali klesající životní úroveň i válečné ztráty na životech.

## Uničov v době první československé republiky
Když byla 28. října 1918 vyhlášena samostatná Československá republika, německé obyvatelstvo Uničova z toho žádnou radost nemělo. Sudetští Němci již během světové války nesouhlasili s úsilím českých politiků o vytvoření národního československého státu a na říjnové události reagovali po svém – podle práva na sebeurčení národů prohlásili oblasti s převahou německého obyvatelstva za samostatné provincie.
Již 27. října se v Uničově sešla schůze zástupců německých obcí Uničovska, jíž se zúčastnil i uničovský starosta Franz Schischma a notář dr. Karel Marzelli. Účastníci se vyslovili pro připojení ke vznikajícímu novému Rakousku. 30. října sudetští Němci vyhlásili samostatnou provincii nazvanou Sudetenland. Uničov byl její součástí a své poválečné dějiny tak zahájil vzpourou proti právě ustavené Československé republice.
Život uničovského soudního okresu nyní řídil výkonný výbor v čele s dr. Marzellim. Nezávislost provincie a pořádek ve městě měl zabezpečovat ozbrojený Bürgerwehr – měšťanská obrana složená z mužů od 18 do 35 let – a Volkswehr sestavený z demobilizovaných vojáků. Němci pokračovali v upevňování své domnělé nezávislosti, leč československá vláda nehodlala jejich odtržení akceptovat.
Čeští obyvatelé Uničovska byli přesvědčeni, že samostatnost Sudetenlandu zanikne sama. „Věděli jsme, že Němci začínají míti své „samostatnosti“ pomalu dost, že v Uničově začíná Volkswehr přerůstati měšťanům přes hlavu,“ vzpomínal později Josef Loutocký, ředitel školy v Troubelicích. „Vůči bohatým měšťanům chovali se jejich žoldnéři i útočně, takže se večer neodvažovali ani ven. Vydržování Volkswehru stávalo se nepříjemným břemenem.“
„Šestnáctý prosinec bude zapsán v dějinách města černě,“ napsaly později městské noviny Nordmährische Rundschau. Ve dvě hodiny odpoledne dorazily do města tři stovky československých vojáků, obsadily nádraží a v útočné formaci vešly do města. Německá domobrana, která měla město bránit, se ani neukázala. Vojáci, ozdobení stužkami ve slovanských barvách, obsadili náměstí a úřady. O půl čtvrté se velitel jednotky nadporučík Emil Frerking setkal s představiteli města a německého okresního výboru. Němečtí reprezentanti města v čele s dr. Marzellim sice prohlásili, že město se i nadále považuje za součást Německého Rakouska, avšak ustupuje násilí československých úřadů – toto prohlášení bylo ovšem čistě formální. Odpovědnost za klid a pořádek ve městě převzala československá vojenská posádka.
Demontáž Sudetenlandu proběhla v Uničově rychle a bez incidentů. Zcela bez krve se však tyto události přece jen neobešly. Večer 4. ledna 1919 „několik nerozvážných mladých lidí pod vedením bolševických elementů“ (jak se píše v městské kronice) odzbrojilo hlídku u radnice a dav asi dvou set lidí pak vyrazil směrem ke kasárnám. V přestřelce byl smrtelně zraněn jeden z vůdců davu, na straně vojáků podlehl těžkému zranění nadporučík Illek.
Soužití Čechů a Němců ve městě bylo až do počátku 30. let veskrze poklidné. Obě národnosti se mezi sebou pouze čas od času „pošťuchovaly“ v místním tisku, ale žádné zásadnější rozpory mezi nimi nebyly. Teprve až se roku 1933 ujal v Německu moci Adolf Hitler, začalo se stále více Němců i v Uničově obírat zcela jinými myšlenkami. I mezi československými Němci byla znovu oživena idea jejich „návratu do vlasti“. Nositelem této ideje sloučení pohraničních Sudet s Německem bylo postupně několik politických stran – zejména však Sudetendeutsche Partei (SdP) Konrada Henleina, jejíž kroky dirigoval z Berlína sám Hitler. Nová, výrazně nacionalistická strana měla mnoho příznivců i v Uničově. Ve vítězných parlamentních volbách roku 1935 zde Henlein získal z celkového počtu 2 908 voličů plných 1 858 hlasů do poslanecké sněmovny a 1679 hlasů do senátu. Jeho sympatizanti, kteří se hlásili k ideologii nacismu, se připravovali na budoucí státní převrat.

## Svátek voskové svíce

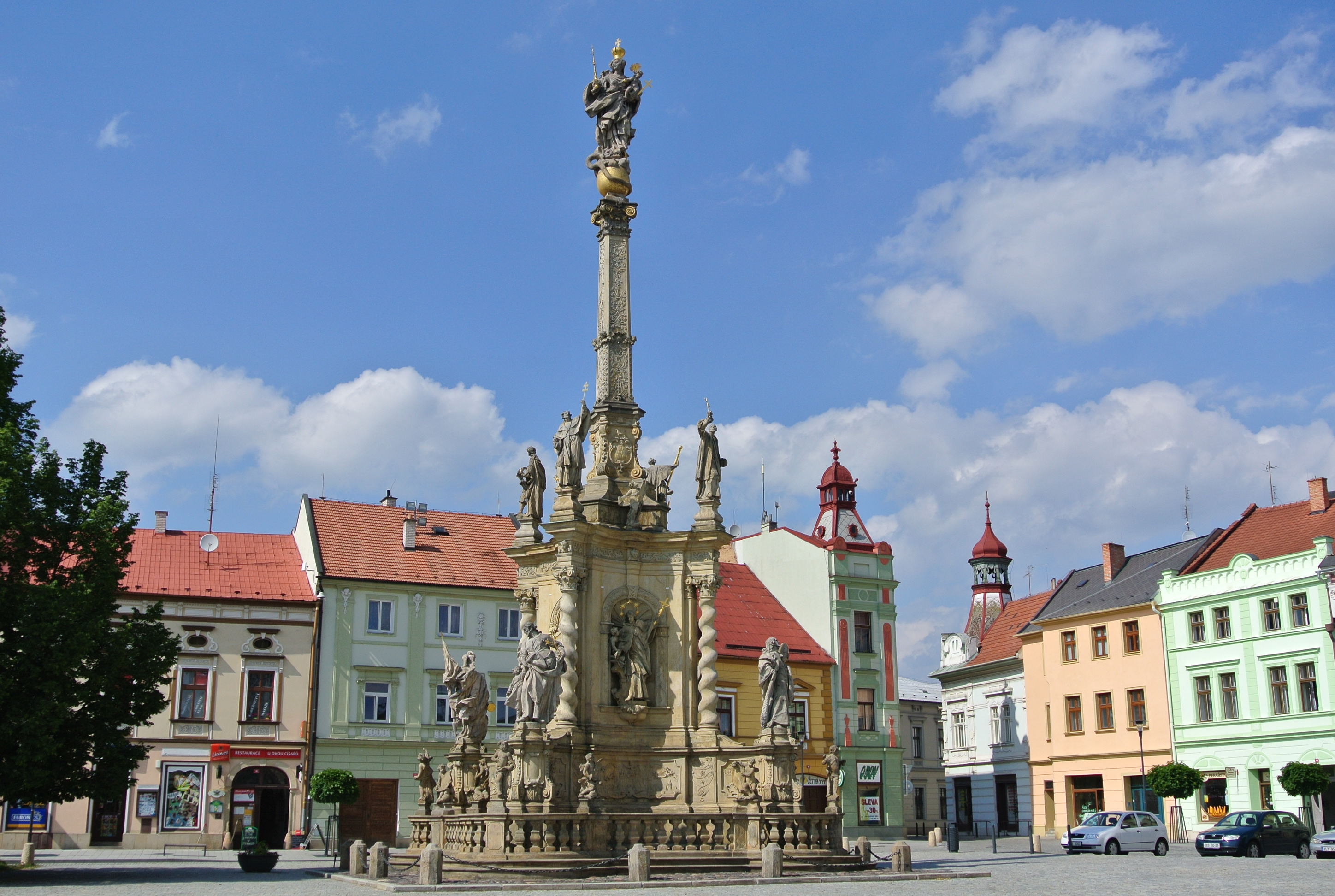
Mariánský sloup v Uničově

Jednou z nejvýznamnějších tradičních slavností ve městě byl až do roku 1938 „Svátek voskové svíce“ (Wachsstockfest). Zvlášť velkolepá oslava se konala 17. srpna 1924, kdy si Uničov připomněl 500 let od obležení města husity – a od své legendární záchrany, již svátek připomínal. Podle pověsti přitáhli husité večer před svátkem Nanebevzetí Panny Marie k městu, aby jej dobyli. Vystrašení měšťané se v modlitbách obrátili o pomoc k Panně Marii a uničovské ženy slíbily každoročně obětovat svíci dlouhou jako městské hradby. Panna Maria prosby vyslyšela, sestoupila z nebes a husity od města zahnala. Na paměť této události se každý rok slavíval „Svátek voskové svíce“. Také roku 1924 byl slavnostně vyzdoben kostel i mariánské sousoší na náměstí. Jak zachytil kronikář, „jedna ze ctitelek voskové svíce Josefina Hanke věnovala k tomuto účelu 2200 aster“. Po slavnostním kázání a mši svaté byla odpoledne u mariánské sochy posvěcena vosková svíce a po společné modlitbě pak do spirály stočenou dlouhou voskovici nesly členky spolku voskové svíce za doprovodu kněží kolem náměstí do kostela. V roce 2022 byla tato slavnost, díky spojení se s původními německými obyvateli a jejich potomky a vyjádření jejich souhlasu k tomu, obnovena. Mši k obnovené slavnosti voskové svíce sloužil místní farář, otec ThLic. Dariusz Tomasz Trzaskalik.

## Uničov od Mnichova do konce druhé světové války
Program připojení Sudet k Velkoněmecké říši našel i v Uničově rostoucí sympatie; zatímco v únoru 1938 měla uničovská skupina SdP 700 členů, 24. dubna jich bylo už 1121 (tj. 27 % místních Němců). 1. května 1938 uspořádalo německé obyvatelstvo v Uničově mohutnou manifestaci spojenou s průvodem a táborem lidu, jehož se údajně zúčastnilo na dvanáct tisíc lidí a jenž jednoznačně podpořil Henleinovy (a Hitlerovy) plány. Od toho dne atmosféra ve městě zhoustla. V české poválečné kronice se píše: „Když se setmělo, vylepovali ordneři na dveře, okna a domy různá hesla, mazali české firmy, české obchody hlídali, aby tam Němci nekupovali. Všichni čeští občané byli pod neustálou kontrolou, byla o nich vedena kartotéka.“
Ani částečná mobilizace československého vojska 21. května 1938 vývoj nezvrátila. Jak píše kronikář: „Němci se připravovali dále, organisovali, konali cvičení a říkali: „Es kommt der Tag.“ Státní moc nedokázala klíčícímu nacismu účinně vzdorovat; na počátku června byl například povolen pozdrav „Sieg Heil!“ a policie si jeho uživatele mohla pouze zaznamenávat. Za této situace proběhly 12. června 1938 obecní volby; při předvolební kampani město navštívil samotný Henlein. Výsledky potvrdily očekávání: Češi získali pouhé tři mandáty, zatímco Němci 27; nejvíce hlasů obdržela SdP – 2 394. Český kronikář si později, po válce, neodpustil sarkastickou poznámku: „Mezi zvolenými Němci je charakteristické, odkud se rekrutovali nejzuřivější Němci. Jsou mezi nimi mužové s ultragermánskými jmény: Zatloukal, Petzny, Dostal, Skiwa.“ Volební vítězství Němce povzbudilo a třenice mezi německou většinou a českou menšinou nabývaly na intenzitě. V rozjitřené situaci vláda Henleinovu stranu zakázala a její aktivisté se ukryli za hranicemi.
S otevřeným nátlakem na odstoupení Sudet nyní přišel sám Hitler. Na něj odpověděla nová úřednická vláda generála Syrového všeobecnou mobilizací 23. září. Také Uničovem projížděly vojenské vlaky a automobilové kolony mířící k pohraničním pevnostem. Řada mužů německé národnosti ovšem nenarukovala. Skryli se v lesích, kde vytvářeli sudetské legie a čekali na příchod wehrmachtu. Češi se obávali nejhoršího. Německý kronikář o těchto dnech napsal: „Češi, komunisté a jiní podezřelí lidé se stávali drzými, hovořili o rabování a vyhrožovali, že raději všechno zničí, než aby něco zanechali Němcům. Dříve než čeští učitelé uprchli, pokáleli co nejhruběji alespoň třídy. Ustrašení lidé spali v noci v postelích oblečeni nebo v cizích domech. Pro případ útěku měli připraven sbalený ruční kufřík a své nepočetné zlaté předměty zakopávali na zahradě…“ 24. září policie zatkla čtrnáct osob z řad „nepřátel státu“, internovala je v prázdné hale štěpánovských železáren a později v Prostějově, odkud byli propuštěni až 4. října.

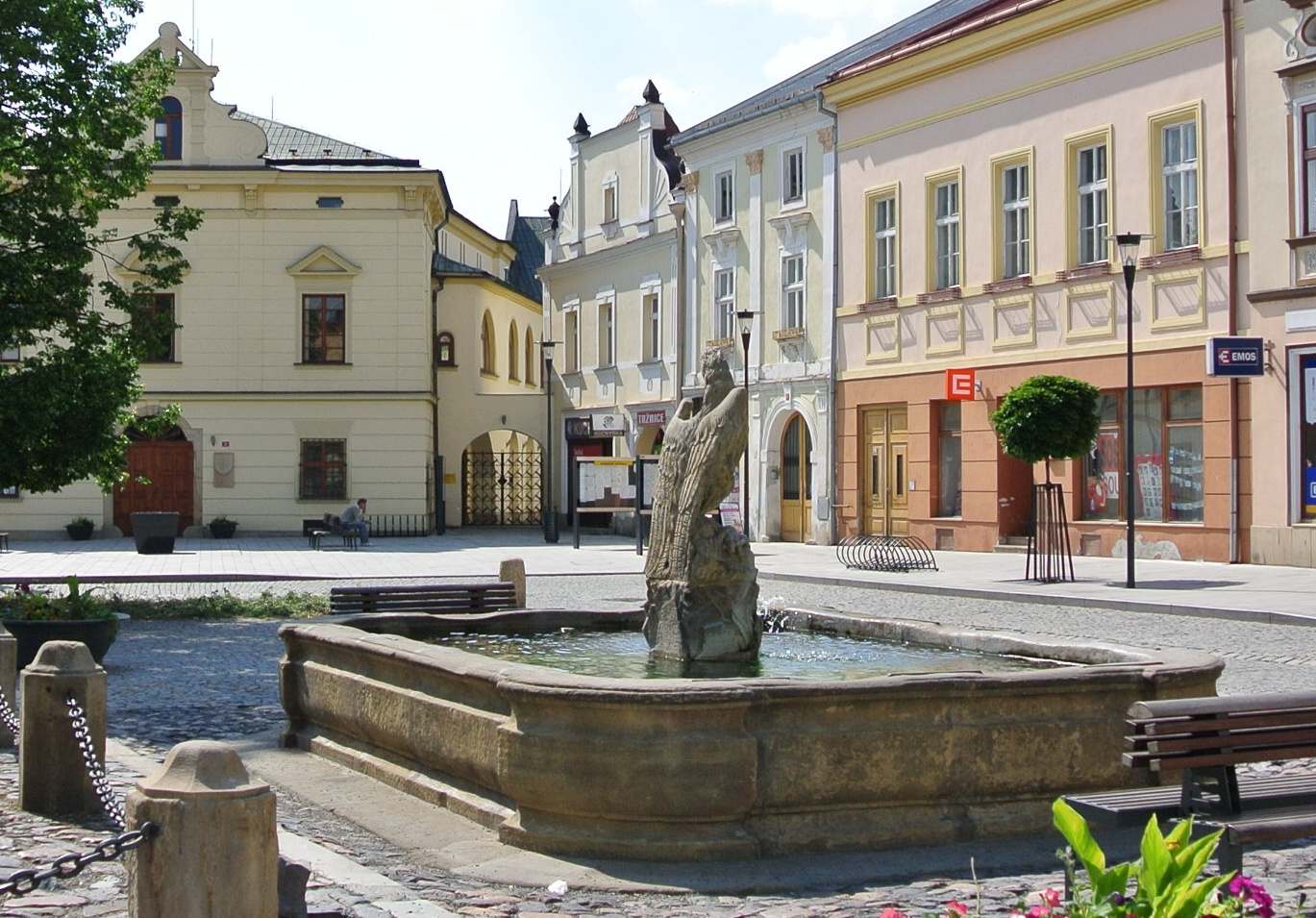
Kašna s orlem na Masarykově náměstí

29. září rozhodli účastníci Mnichovské konference, že ČSR musí odstoupit Hitlerovi značnou část svého pohraničního území. „Osvobozování“ Sudet německým vojskem začalo hned 1. října – všechna čtyři dohodnutá okupační pásma byla obsazena během sedmi dnů. Hitlerovi to ale bylo málo. Státy zúčastněné na Mnichovské konferenci proto dodatečně vymezily ještě páté pásmo – a jeho součástí byl i Uničov. Šest stovek uničovských Čechů s obavami hledělo vstříc příštím dnům. Scházeli se v Národním domě a s napětím poslouchali rozhlasové zprávy. Do města přicházeli, často bez majetku, první uprchlíci z Krnovska a Šumperska. Uničovští Češi prožívali stejně kruté chvíle, jako čeští obyvatelé desítek dalších sudetských měst. Český kronikář po válce zapsal: „Čechům bylo vyhrožováno oběšením, uvězněním a mnozí také ihned byli uvězněni.“ Většina Čechů nečekala a o překot opouštěla město. Při exodu pomáhali českoslovenští vojáci vracející se z pohraničních opevnění, jež byla vydána do rukou Němců.
Německý pěší pluk 49 z Breslau (Vratislavi) pod velením plukovníka Schmidta dorazil do Uničova (nyní již opět Mährisch Neustadtu) v neděli 9. října. Jen chvíli před ním opustili město poslední čeští vojáci a pohraniční stráže. „Veškeré obyvatelstvo spěchalo do Šternberské ulice a očekávalo v průběhu dopoledne příchod vojska,“ píše se v německé kronice. „Bylo 6 hodin večer, když pluk za zvučné hudby připochodoval a starosta Dr. Hans Petzny na čele městského zastupitelstva mohl přivítat za jásotu obyvatel velitele pluku i jeho pluk.“ Nadšení většiny uničovských Němců neznalo mezí. „Rok naší spásy“, takové jméno dal roku 1938 tehdejší německý kronikář, který v pamětním zápisu zvěčnil své díky za říjnové „osvobození z českého jha“. Město vyzdobily vlajky s hákovými kříži, na domech visely věnce a girlandy, městem zněla hudba a jásot. Na náměstí zhlédl vojenskou přehlídku dokonce sám generál Brauchitsch, který se při té příležitosti zapsal i do městské kroniky.
Čechů se zmocnila malomyslnost plynoucí ze zklamání. Ve městě zůstali jen nemnozí, kteří zde setrvali i přesto, že Němci jim dávali pocítit svou nadřazenost a později je dokonce připravovali o jejich majetky. Někteří z Čechů pod tlakem okolností „přestoupili“ k německé národnosti. V roce 1939 žilo ve městě podle údajů německých úřadů 68 Čechů. Z toho lze usoudit, že z Uničova uprchlo více než 500 osob české národnosti; tento údaj však nelze nijak doložit.
Masovou akcí, která měla demonstrovat vůli obyvatel zabraného území, se staly doplňovací volby do Říšského sněmu. O volby tu však zdaleka nešlo. Noví občané Říše měli v podstatě tímto „hlasováním“ pouze stvrdit, že souhlasí se vším, co se v Sudetech po Mnichovu seběhlo. Z „hlasování“ byli vyřazeni Židé, antifašisté a podstatná část Čechů; ti Češi, kteří byli k volbám připuštěni, navíc v mnoha volebních obvodech dostali speciální zelené lístky – kvůli lepší identifikaci odevzdaných hlasů. Výsledek „voleb“ v Uničově nalezneme v městské kronice doprovozený hesly „Sieg Heil!“ a „Heil Hitler!“. Celkem hlasovalo 3073 osob, z toho 3070 zaškrtlo „ano“, pouze jeden hlasoval pro „ne“ a dva volební lístky byly neplatné. Budoucnosti v hitlerovské Říši řeklo tenkrát v celých Sudetech své „ano“ 2 496 000 osob, tedy 98,9 % voličů.
Hranice druhé republiky ležela nedaleko za městem směrem na jih. Hraniční linie zůstala zachována i po okupaci zbytku českých zemí 15. března 1939. Mezi Sudety a protektorátem zde existoval malý pohraniční styk. Obyvatelé českého původu však jen těžko získávali propustky k překročení hranice, a proto leckdy upláceli celníky potravinami, nebo prostě hranici přecházeli ilegálně.
Nadšení uničovských Němců z návratu do náruče vlasti nemělo dlouhého trvání. „Osvobození“ s sebou přineslo i nutnost podřídit se potřebám Říše – se všemi důsledky. V květnu 1939 navštívil město Konrad Henlein. Tenkrát jej ještě jeho soukmenovci nadšeně vítali. Když však přijel podruhé o čtyři roky později, chovali se již k němu chladně. Na obyvatele plně dolehly válečné strasti. Do úřadů byli dosazováni říšští Němci, předmnichovské demokratické ovzduší vystřídala přísná kázeň totalitního státu a také životní úroveň znatelně poklesla. I když v prvních letech války obyvatelstvo nepociťovalo obzvláštní nouzi, přídělový systém se rozhodně nedal srovnat s poměry za první republiky. Válečné situaci se podřizoval veškerý život: mládež musela vykonávat pracovní službu u sedláků v okolí a o její ideovou vyspělost dbaly nejen školy, v nichž se výuka v průběhu války neustále zkracovala, ale i organizace Hitlerjugend, která měla své sídlo v někdejším Národním domě (nyní přejmenovaném na Horst Wessels Haus) v Panské ulici. Ve městě působila i NSDAP; jejím střediskem byl Volkshaus na dnešním náměstí Osvobození.
Konec války se stal pro uničovské Němce tragédií. Tak jako jinde v Říši byl i zde před koncem války vytvořen ze zbývajících chlapců, nemocných a starých mužů tzv. Volkssturm, který měl město bránit před Rusy. Do bojů však nezasáhl. Na denním pořádku byly popravy vojenských zběhů, jež probíhaly na Šibeníku; jeden případ zachytila i kronika: „Jeden voják, 22 roků starý, byl zvlášť pro výstrahu pověšen … na elektrickém sloupě, když byl nejdřív zastřelen do čela. U něho byla cedule s nápisem: Wer den Tod in Ehren fürchtet, stirbt in Schande. Er verliess seine schwer wümpfenden Kameraden an der Front, um sein erbärmliches Leben zu retten.“
Dne 5. května 1945 dorazil do Uničova generál Schörner. Chtěl Uničov opevnit a bránit. Uničovský starosta Siegel však obranu města odmítl. Poté složil funkci starosty, odešel domů, kde zastřelil svou ženu a sám se oběsil. Němečtí obyvatelé Uničova v hrůze prchali, 81 místních Němců spáchalo sebevraždu. V podvečer 6. května byl Uničov osvobozen vojáky 4. ukrajinského frontu Rudé armády pod velením nadporučíka Maximova.

## Uničov po druhé světové válce

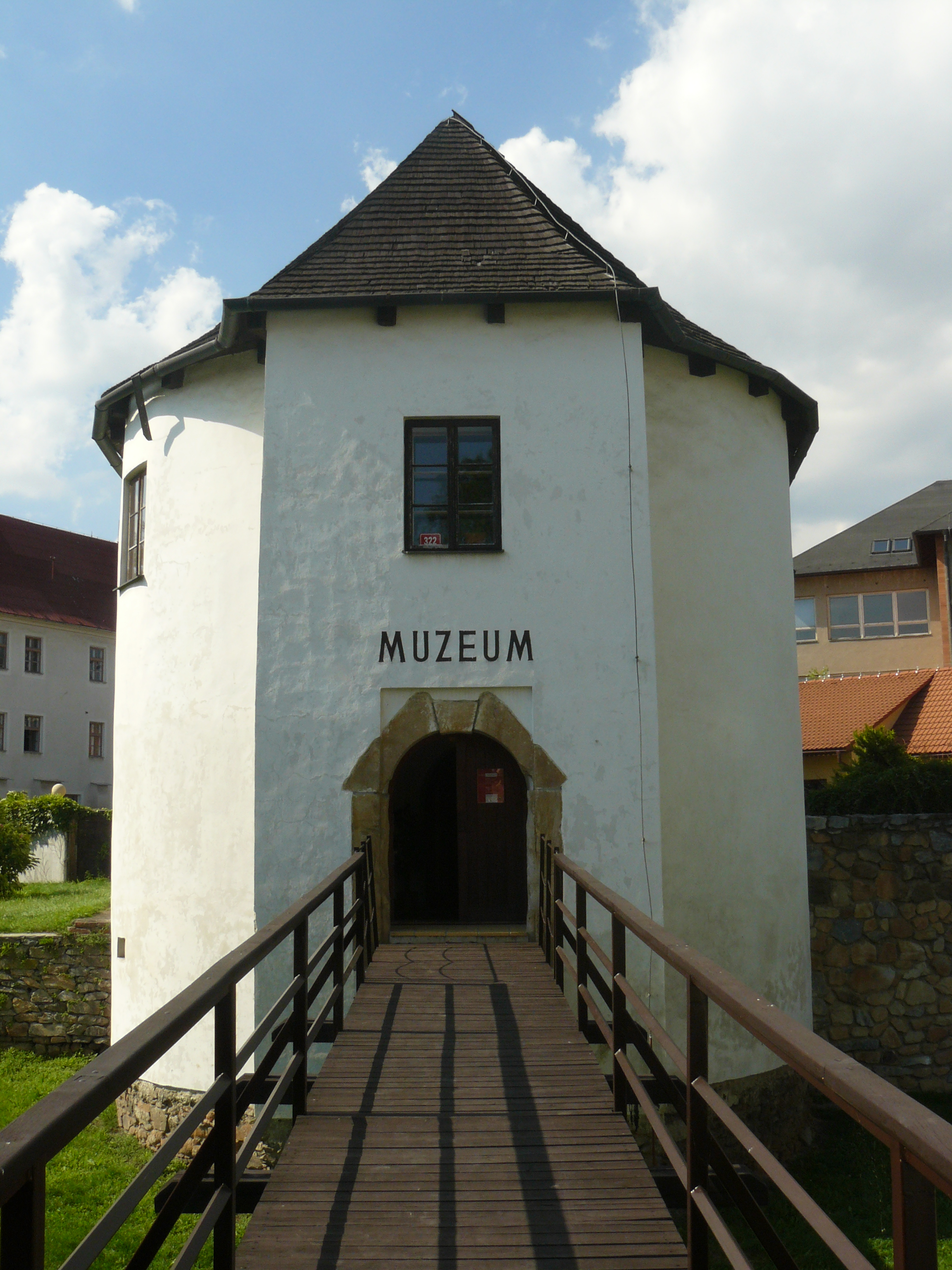
Muzeum U vodní branky

Správu města převzal krátce po osvobození do svých rukou Revoluční národní výbor v Uničově, jehož předsedou se stal Antonín Stebnický. Výbor nahradila 7. července pětičlenná místní správní komise. Do jejího čela byl zvolen JUDr. Tomáš Soušek. Komise řídila město do voleb v roce 1946, kdy městská správa přešla na třicetičlenný městský národní výbor složený ze dvanácti komunistů, deseti národních socialistů, pěti sociálních demokratů a tří lidovců.
Situace ve městě se postupně ustalovala. Váleční uprchlíci z jiných oblastí museli opustit město a nad bezpečností ve městě bděl strážní oddíl. Zásobování obyvatel zajišťoval lístkový přídělový systém, do podniků, živností, obchodů a statků byli dosazeni národní správci, aby zajistili hospodářský chod města, využití pracovních sil (zejména při odstraňování pozůstatků války a polních pracích) organizoval pracovní úřad.
Ještě během roku 1945 se začala proměňovat skladba obyvatel. Část Němců odešla ještě před zahájením odsunu a do města se naopak vraceli Mnichovem vyhnaní Češi. Na konci roku 1945 bylo v Uničově 1828 Čechů a 2799 Němců. Vedle Čechů do města přibyli též repatrianti z ruské Volyně. V roce 1946 byl dokončen odsun obyvatel německé národnosti. Celkem z Uničova muselo odejít 2736 Němců, zůstalo jich jen 213. Počet Čechů se do konce roku 1946 zvýšil na 2468. Nejpestřejší národnostní složení měl Uničov v roce 1947; tehdy zde žilo 3039 Čechů, 180 Němců, 26 Rakušanů, 12 Bulharů, 8 Maďarů, 7 Rusů, 6 Jugoslávců, 5 Rumunů, 4 Poláci a 1 Ital.
Poválečná obnova s sebou nesla i rekonstrukci školství, zdravotnictví a kulturního života. Ještě v roce 1945 začala zásluhou učitele Aloise Čepa fungovat obecná škola a měšťanka, dále reálné gymnázium, obchodní škola, zimní rolnická škola, mateřská škola a také škola hudební. Na obnovení zdravotní péče měl hlavní zásluhu MUDr. Karel Číhal. O tělovýchovu a organizování kulturních podniků pečoval Sokol se svými 138 členy. V budově sokolovny (předválečném Národním domě) pracovala knihovna. Kulturním centrem se stal někdejší německý Volkshaus, nyní Dům svobody. V roce 1946 bylo založeno Vlastenecké kulturní uničovské sdružení (VKUS), jež sdružovalo kulturní a společenské aktivity ve městě (zejména pěvecké, hudební a dramatické) a jehož duší byl MUDr. František Ticháček.

## Únor 1948 v Uničově
Komunistický převrat v únoru roku 1948 proběhl v Uničově podle stejného scénáře jako prakticky v celé republice. Večer 25. února byla svolána do uničovského Národního domu veřejná schůze členů všech stran Národní fronty, schůzi předsedal Jaroslav Straka, přednosta železniční stanice a současně předseda uničovských komunistů. K převzetí vlády v zemi komunistickou stranou zaujali delegáti kladný postoj a po schůzi ze svého středu vytvořili místní akční výbor Národní fronty. Tvořili jej nejen komunisté, ale i zástupci dalších stran a organizací. Akční výbory vznikly také v řadě uničovských podniků a institucí a samozřejmě i v okolních obcích. Program jejich činnosti byl prostý: odstranit z veřejného života či z významnějších pozic všechny „nespolehlivé“, tedy především ty, kdo více či méně nesouhlasili s úmysly komunistů.
Místní národní výbor v Uničově muselo v březnu 1948 opustit podle údajů kronikáře celkem dvacet členů – vesměs zástupců národních socialistů a lidovců. Na jejich místa přišly osoby delegované ROH a jinými celostátními organizacemi spolupracujícími s KSČ. Pod nejrůznějšími záminkami byla řada nepohodlných osob propuštěna ze zaměstnání. Na Uničovsku „očista“ mířila také proti občanům německé národnosti, jež nastupující moc považovala za „podvratné živly“.
V prvních poúnorových týdnech vstoupilo do KSČ přes 150 nových členů a také mnozí národní socialisté a lidovci přestoupili ke komunistům. 30. května 1948 proběhly parlamentní volby, jež měly potvrdit, že lid si cestu ke komunismu skutečně „přeje“. Volič ovšem nevybíral z několika nabízených stran jako dříve – dostal pouhé dva volební lístky: jeden s kandidáty Národní fronty (v čele se členy KSČ), druhý prázdný. „Rozhlas a plakáty varovaly před bílými lístky hesly jako např. Kdo má republiku rád, bude pro ni hlasovat!“. Bílých lístků bylo v Uničově odevzdáno 44, 12 obálek bylo zcela prázdných.

## Uničovské strojírny
Únorové změny měly pro Uničov dalekosáhlý význam – především v tom, že svými důsledky docílily přeměny ospalého zemědělského městečka druhého řádu v dynamicky rostoucí průmyslové město. Přímo „na zelené louce“ tu 13. září 1948 začal vyrůstat velkolepý průmyslový podnik – pobočka plzeňských Škodových závodů (později Závodů Vladimíra Iljiče Lenina). Výroba v první dokončené hale byla zahájena 30. dubna 1950, druhá hala byla uvedena do provozu následujícího roku. Od roku 1953 nesl podnik název Uničovské strojírny; v tomto roce byla předána do užívání třetí výrobní hala.
Jednou z prvních velkých zakázek byla sice dodávka patnácti přístavních jeřábů pro švédský Göteborg, ale základním kamenem výrobního programu se stala lopatová a kolesová rypadla. Uničovský podnik se stal jedním z hlavních dodavatelů těchto strojů pro státy sovětského bloku. Kolesová rypadla KU 300 a KU 800 byla dodávána do povrchových dolů nejen v severočeském hnědouhelném revíru, ale také v Rusku i jinde. Kvůli továrně přicházely do města stovky nových obyvatel (jen v roce 1950 se přistěhovalo přes sedm stovek lidí).

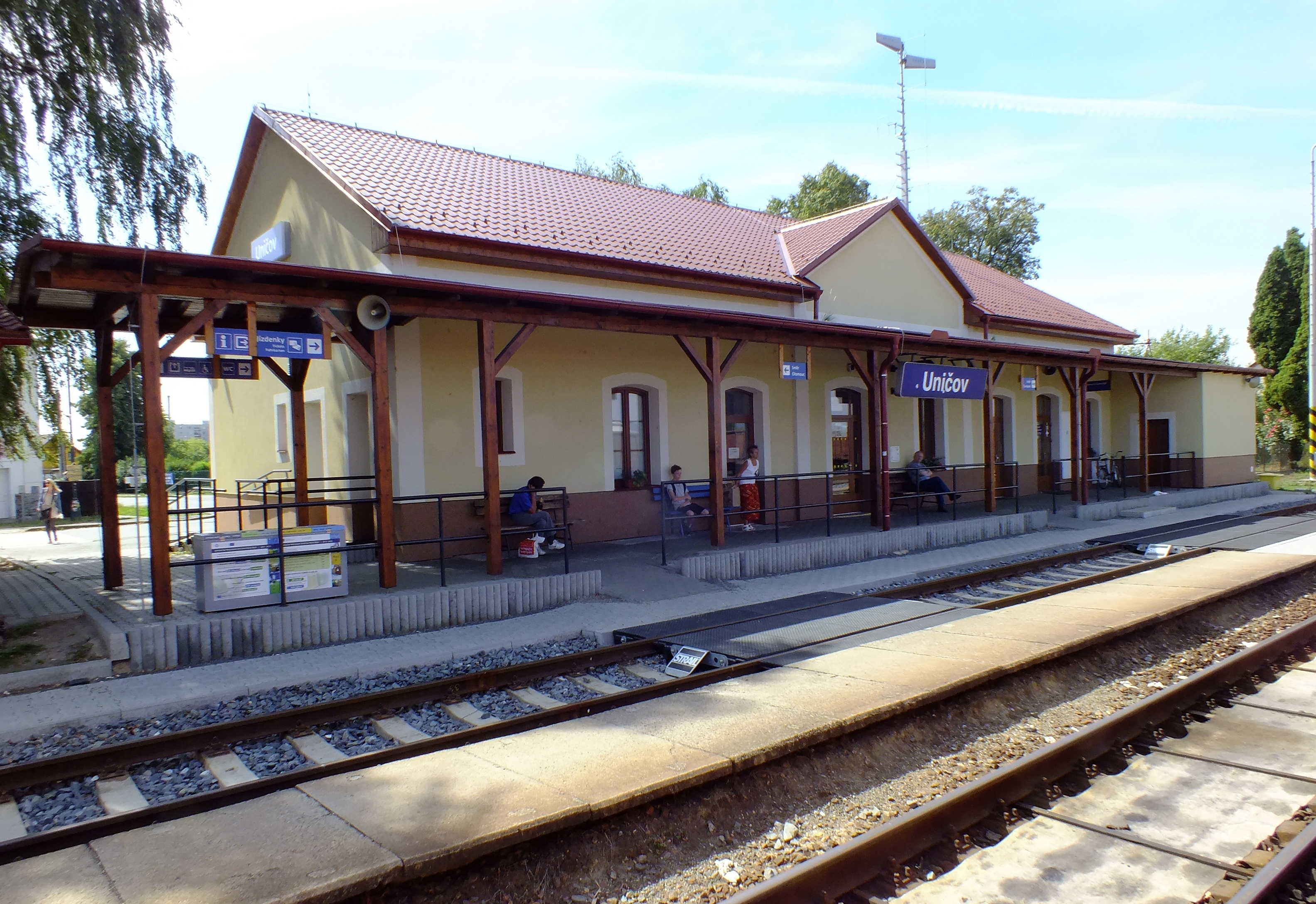
Železniční stanice Uničov

## Život v Uničově v 50. a 60. letech
Prudký nárůst počtu obyvatel znamenal větší potřebu bytů, obchodů, nutnost nových jeslí a školek, byla vybudována i nová velká škola v ulici Pionýrů. Uničov se během následujících let symbioticky propojil s továrnou, kde naprostá většina uničovských občanů našla své zaměstnání a především díky které město získalo svou moderní podobu.
Doklady budovatelského úsilí 50. a 60. let se nachází i jinde. Rozšiřovaly se již dříve existující podniky (cukrovar, dřevozpracující závod, Farmakon), další nové podniky vznikly (komunální služby, pekárna, později technické služby a v Brníčku pobočka Technolenu), zlepšovalo se vybavení města, jež získalo elektrické veřejné osvětlení, vodovod či hloubkovou kanalizaci. V roce 1956 se začalo stavět zcela nové koupaliště, na počátku 60. let z bývalé nemocnice vznikla poliklinika, vybudovalo se autobusové nádraží. Mezi lety 1950 a 1961 se počet obyvatel města zdvojnásobil – z 3544 na 7092; třetinu tohoto počtu představovaly děti mladší čtrnácti let.
Od roku 1950 probíhala na Uničovsku také kolektivizace. Hospodářství malých a středních rolníků, jichž bylo v Uničově celkem 80, byla sjednocována do zemědělských družstev. Hned v prvním roce vstoupilo do jednotného zemědělského družstva 25 rolníků. V dalších letech se družstva v okolí města slučovala, až se nakonec většina zemědělské produkce dostala pod kontrolu družstva sídlícího v Újezdu u Uničova. Další družstva působila ve Střelicích a v Renotech.
Změny potkaly od 50. let i uničovskou kulturu. Nezávislý VKUS nahradila Osvětová beseda podřízená národnímu výboru, vedle níž později vznikl ještě Závodní klub ROH Uničovských strojíren. Obě organizace byly posléze sloučeny v Spojeném závodním klubu ROH Uničovských strojíren a jeho součástí se stala i knihovna. Sídlem klubu se stal dřívější Dům svobody. Pod hlavičkou klubu pracovala různá umělecká tělesa – stočlenný divadelní soubor vedený K. Šenkem či dechový orchestr a pěvecký sbor řízený MUDr. Ticháčkem.

## Události roku 1968 v Uničově
Události roku 1968 se života města dotkly jen nakrátko. Společenská atmosféra i duch veřejného života se před srpnem znatelně proměnily – stejně jako jinde v zemi. Žádné velké změny však ve městě neproběhly. Srpnová okupace vojsky Varšavské smlouvy byla i pro Uničov překvapením. Již časně ráno 21. srpna město spatřilo polské tanky, jež projížděly Uničovem směrem na Medlov. Vojáci se zastavili jen u Uničovských strojíren. Příslušníci Lidových milicí okupantům sdělili, že o podnik se dokáží postarat sami a žádnou „bratrskou pomoc“ nepotřebují.
Zaměstnanci Uničovských strojíren toho dne nepracovali a ve městě se shromažďovali dezorientovaní občané. Předseda městského národního výboru Jaroslav Nikl vystoupil s projevem v městském rozhlase. Prohlásil, že národní výbor plně stojí za Dubčekem, Svobodou a Černíkem a vyzval občany k zachování klidu a rozvahy. Obyvatelé města však byli přes veškeré uklidňování znepokojeni a v prvé řadě si zajišťovali zásoby potravin.
V dalších srpnových dnech se ve městě rozběhla podpisová akce na podporu vládních a stranických představitelů. Ve dvou dnech podepsalo rezoluci proti vstupu vojsk 4 503 občanů, tedy zhruba polovina všech obyvatel města. Na zdech a plotech přibývalo protestních nápisů. Přímo na radnici byla vyvěšena výzva v polském jazyce „U nás není kontrarevoluce! Vraťte se do své vlasti, kterou jistě milujete stejně, jako my naši Československou republiku.“ a vedle ní výzva k mladým „Mládeži! Nenechte se strhnout okupanty. Jen legální vláda je představitelem našeho státu. Neposkytujte žádnou pomoc!“. Městské orgány vydaly prohlášení, v němž odsoudily okupaci republiky a porušení suverenity státu a deklarovaly svůj respekt k legální vládě.
Dne 23. srpna od 12 do 13 hodin proběhla i v Uničově hodinová stávka. Vlajky před radnicí a na některých budovách byly spuštěny na půl žerdi. Občané likvidovali orientační tabule u silnic a malovali a vyvěšovali další protestní hesla. 26. a 27. srpna od devíti hodin zněly městem po čtvrt hodiny zvony a sirény. Kronikář zaznamenal: „Počet letáků a hesel se zvýšil a nebylo téměř okna ve městě, kde by nebyly obrazy a jména našich státníků a předních československých představitelů, k nimž se upíraly naděje občanů.“ Naděje padly, když občané zjistili, jak bylo o osudu jejich země (a „dočasné“ vojenské přítomnosti „bratrských“ armád) rozhodnuto. Před radnicí vlál prapor spuštěný na půl žerdi.
V dalších dnech byli občané města vyzváni k rychlému odstranění všeho, co mohlo připomínat kvas minulých dnů. Ještě před třemi dny představitelé města protestovali, vyzývali k vydávání letáků a psaní hesel, spolupráce s okupanty byla zradou národa. Nyní přišla kapitulace – a normalizace. I v Uničově byly desítky lidí postiženy za svoje postoje v uplynulých měsících. Někteří byli ze svých funkcí odstaveni, jiným bylo odpuštěno poté, co přiznali své „pomýlení“.

## Uničov v době normalizace
Systematické budování Uničova pokračovalo i v letech normalizace. Stavěly se nové obytné domy, garáže, v první polovině 70. let bylo vystavěno moderní kino pro 440 diváků, průmyslová škola dokončila novou tělocvičnu, postupně byl budován zimní stadion, v roce 1977 družstvo Jednota otevřelo obchodní dům, v průběhu 80. let byla vybudována dvě velká sídliště v ulicích Generála Svobody a Nemocniční a také nová základní škola v sousedství fotbalového stadionu. Budovatelský optimismus občané každoročně manifestovali při prvomájových oslavách.
Město bylo postupně rozšířeno o devět integrovaných obcí: Brníčko, Dolní Sukolom, Horní Sukolom, Želechovice, Novou Dědinu, Střelice, Benkov, Renoty a Dětřichov; Želechovice se v roce 1990 osamostatnily. V roce 1980 bydlelo přímo ve městě 10 517 osob, dalších 1990 žilo v obcích.
Listopadová revoluce roku 1989 proběhla v Uničově opravdu „sametově“. Bouřlivé manifestace známé z řady míst tehdejší republiky měly v Uničově podobu relativně malých shromáždění s účastí nejvýše stovek, ale častěji jen desítek osob. Komunistická strana vyslyšela mínění obyvatel a po volbách roku 1990 opustila své dosavadní posty. Prvním porevolučním starostou města se stal František Šváb.